# Barbara Schlag
Barbara Schlag (* 9. August 1951 in Vechta) ist eine deutsche Politikerin (ZoB). Sie war von 2001 bis 2016 Bürgermeisterin der selbständigen Gemeinde Norden (Ostfriesland).

## Leben
Barbara Schlag besuchte das Freiherr-vom-Stein-Gymnasium in Betzdorf und das Hilda-Gymnasium in Koblenz, an dem sie ihr Abitur machte. Anschließend studierte sie von 1970 bis 1973 Lehramt Primarstufe an der Fachhochschule Münster. Ihre Zeit des Referendariats verbrachte sie in Essen. Von 1974 bis 2001 war sie Lehrerin an der Hauptschule in Norden.
Sie hat einen Sohn und zwei Töchter.

## Politischer Werdegang

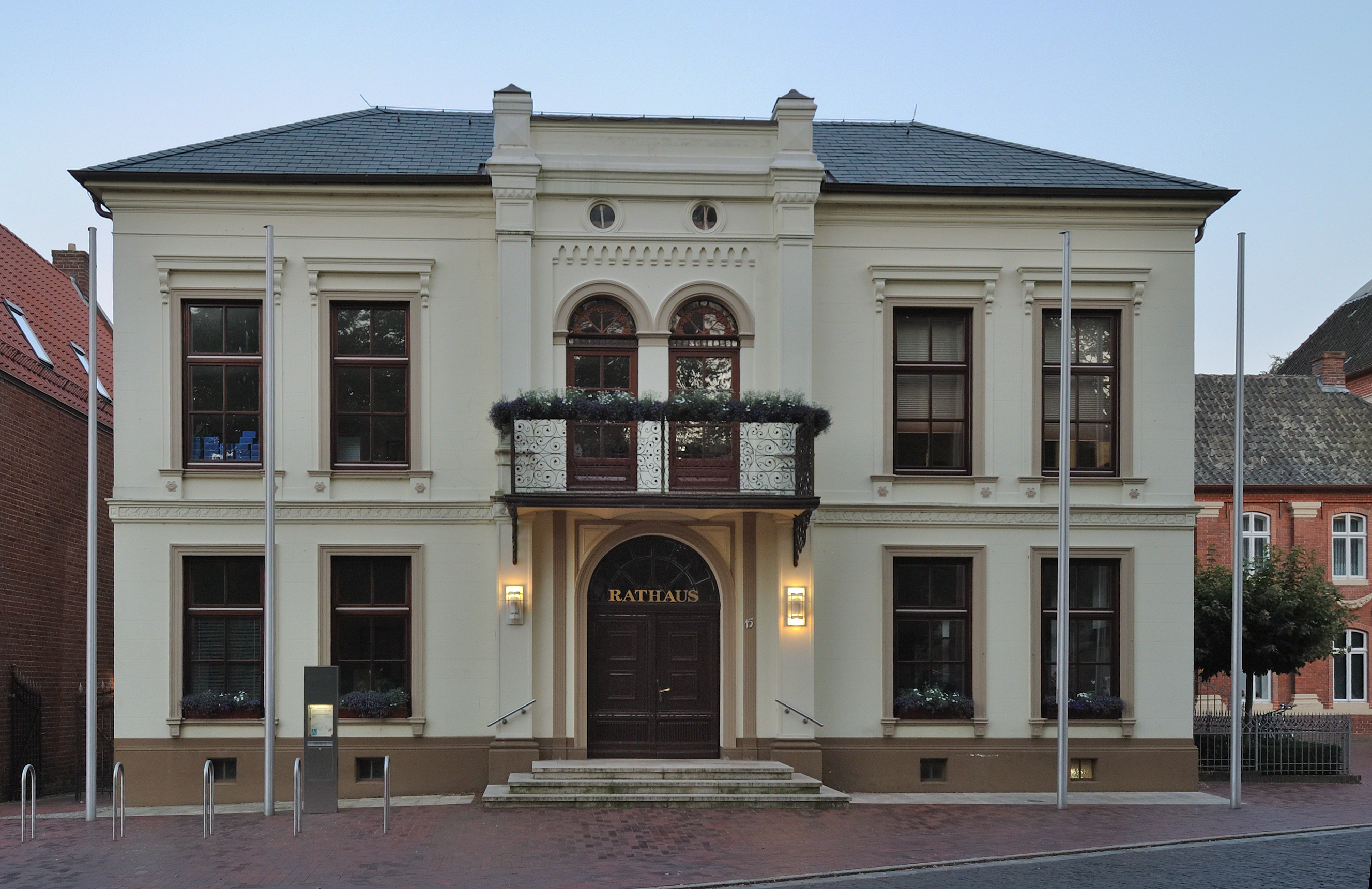
Rathaus von Norden, 2007

Politisch engagierte sie sich ab 1994 als Gründungsmitglied der Freien Wählergemeinschaft ZoB (Zukunftsorientierte Bürgerinnen/Bürger Norden/Norddeich). Bei den Kommunalwahlen 1996 wurde sie in den Stadtrat der Stadt Norden gewählt und war dort Fraktionsvorsitzende der ZoB. Ab 1998 war sie ehrenamtliche, ab 2001 hauptamtliche Bürgermeisterin von Norden, als Nachfolgerin von Fritz Fuchs (SPD). Bis 2001 gab es in Norden noch einen Stadtdirektor. Dieses Amt wurde von Reiner Alberts ausgeübt. Seit der Hauptamtlichkeit des Bürgermeisteramts ist der Bürgermeister gleichzeitig Stadtdirektor. 
Bei der Bürgermeisterwahl 2001 erhielt Schlag bei der 1. Wahl 47,2 Prozent der gültigen Stimmen und in der Stichwahl am 23. September 2001 63,0 Prozent. 2006 wurde sie mit 61,7 Prozent der Stimmen für acht Jahre wiedergewählt. Die ZoB befand sich damals im Stadtrat der Stadt Norden in Koalition mit CDU und FDP. Bei der Bürgermeisterwahl 2014 gewann Schlag die Stichwahl am 15. Juni 2014 mit 50,53 Prozent der gültigen Stimmen. Zur Bürgermeisterwahl 2016 in Norden trat sie nicht mehr an und kündigte das Ende ihrer Amtszeit für den 31. Oktober 2016 an. Ihr Nachfolger in Norden wurde Heiko Schmelzle (CDU).

## Mitgliedschaften
Als Bürgermeisterin Nordens war Barbara Schlag unter anderem Aufsichtsrätin der Wirtschaftsbetriebe der Stadt Norden, Mitglied der Gesellschafterversammlung der Behindertenhilfe Norden und war 1. stellvertretende Vorsitzende des Vereins zur Erforschung und Erhaltung des Seehundes, der auch die Seehundstation Norddeich betreibt. Des Weiteren sitzt sie im Verwaltungsrat der Sparkasse Aurich-Norden, in den Vorständen des Kommunalen Feuerlöschkostenausgleichs Ostfriesland und des Entwässerungsverbands Norden. Sie ist ebenfalls Mitglied des Zweckverbands Landesbühne Niedersachsen Nord im Hauptausschuss und im Fachausschuss Presse- und Öffentlichkeitsarbeit des Deutschen Städtetags, sowie stellvertretendes Mitglied (für den Bürgermeister der Samtgemeinde Bruchhausen-Vilsen Horst Wiesch) des Präsidiums und im Schul- und Tourismusausschuss des Niedersächsischen Städtetags, des Kommunalen Schadenausgleichs Hannover und ist als Vorstandsvorsitzende der Region Ostfriesland e.V. tätig.